# Schwalmstraße 204 (Mönchengladbach)

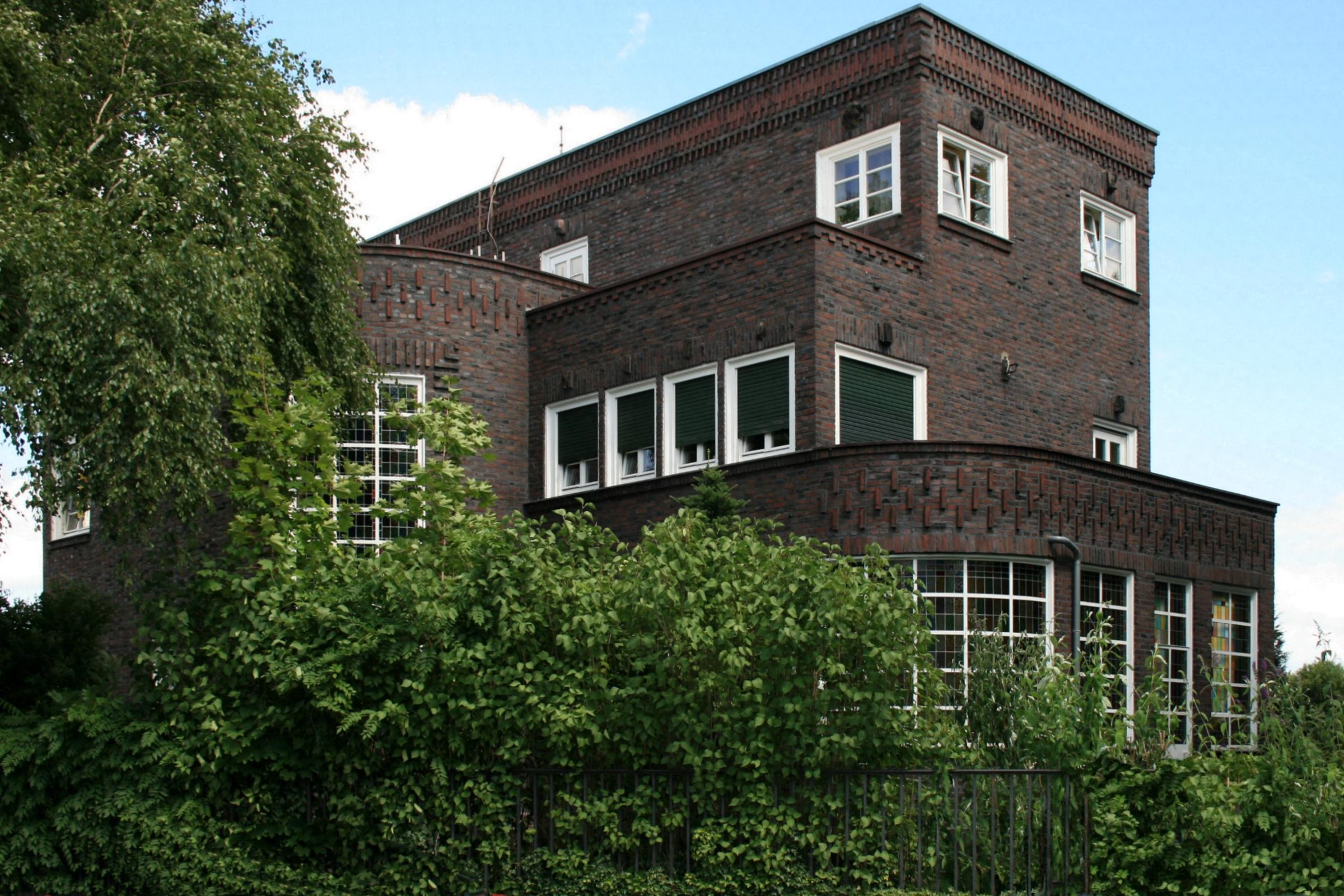
Wohnhaus Schwalmstraße 204

Das Wohnhaus Schwalmstraße 204, auch Villa Driescher genannt, steht im Stadtteil Bonnenbroich-Geneicken in Mönchengladbach (Nordrhein-Westfalen).
Das Gebäude wurde 1928 erbaut und am 14. September 1993 unter Nr. Sch 044 in die Denkmalliste der Stadt Mönchengladbach eingetragen.

## Lage
Das Objekt liegt an der Einmündung der Schwalmstraße in die Bonnenbroicher Straße innerhalb eines großzügigen Gartengeländes, das in ein ursprünglich dazugehöriges Fabrikareal übergeht. 

## Architektur- und Gestaltungsmerkmale
Das aus dunklem Backstein erbaute freistehende Wohnhaus besteht aus zwei aneinandergeschobenen Kuben ungleicher Größe auf rechteckigem Grundriss, deren zur Straße weisende Kanten abgerundet sind. Die Gliederung der Fassaden ist eine differenzierte, die Fensterformen bei durchgängig scheitrechtem Sturz in Größe und Format variierend wie auch die Gebäudehöhen. 
Die Erschließung des Gebäudes erfolgt von der Westseite über eine 5-stufige, einläufige Treppe. Im links vorkragenden, abgerundeten Gebäudeteil belichtet ein großes, geschossübergreifendes Hochrechteckfenster das dahinterliegende Treppenhaus.

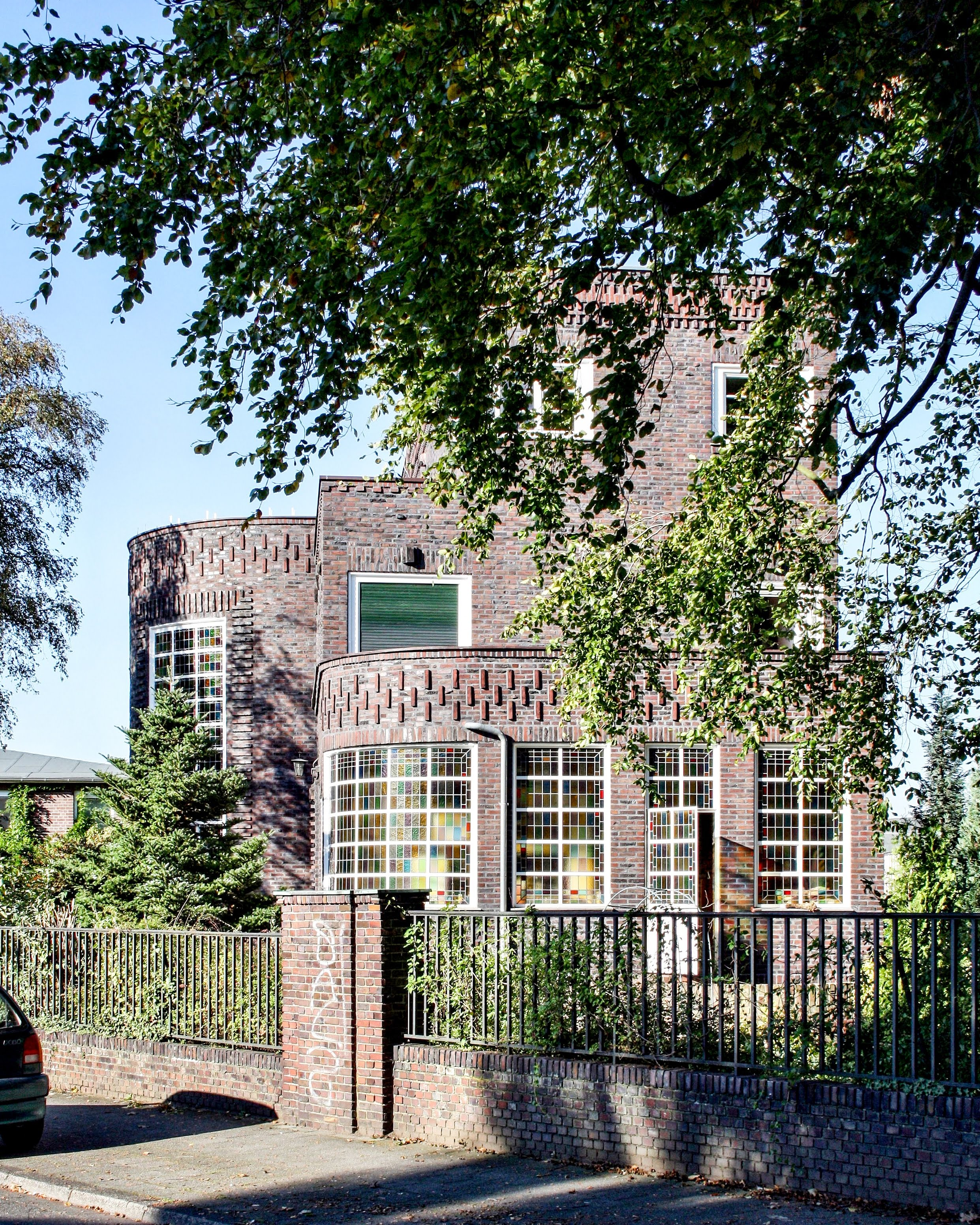
Straßenfront der Villa Driescher an der Schwalmstraße 204 in Mönchengladbach. Buntglasfenster im Bereich des Treppenhauses und des Wintergartens.

Ein über die gesamte Hausbreite sich erstreckender Balkon auf der Südseite und ein kleiner dimensionierter auf dem vor die Gebäudeflucht gezogenen Wintergarten (Nordseite) als plastische Auflockerung des sich geschlossen darstellenden Baukörpers. 

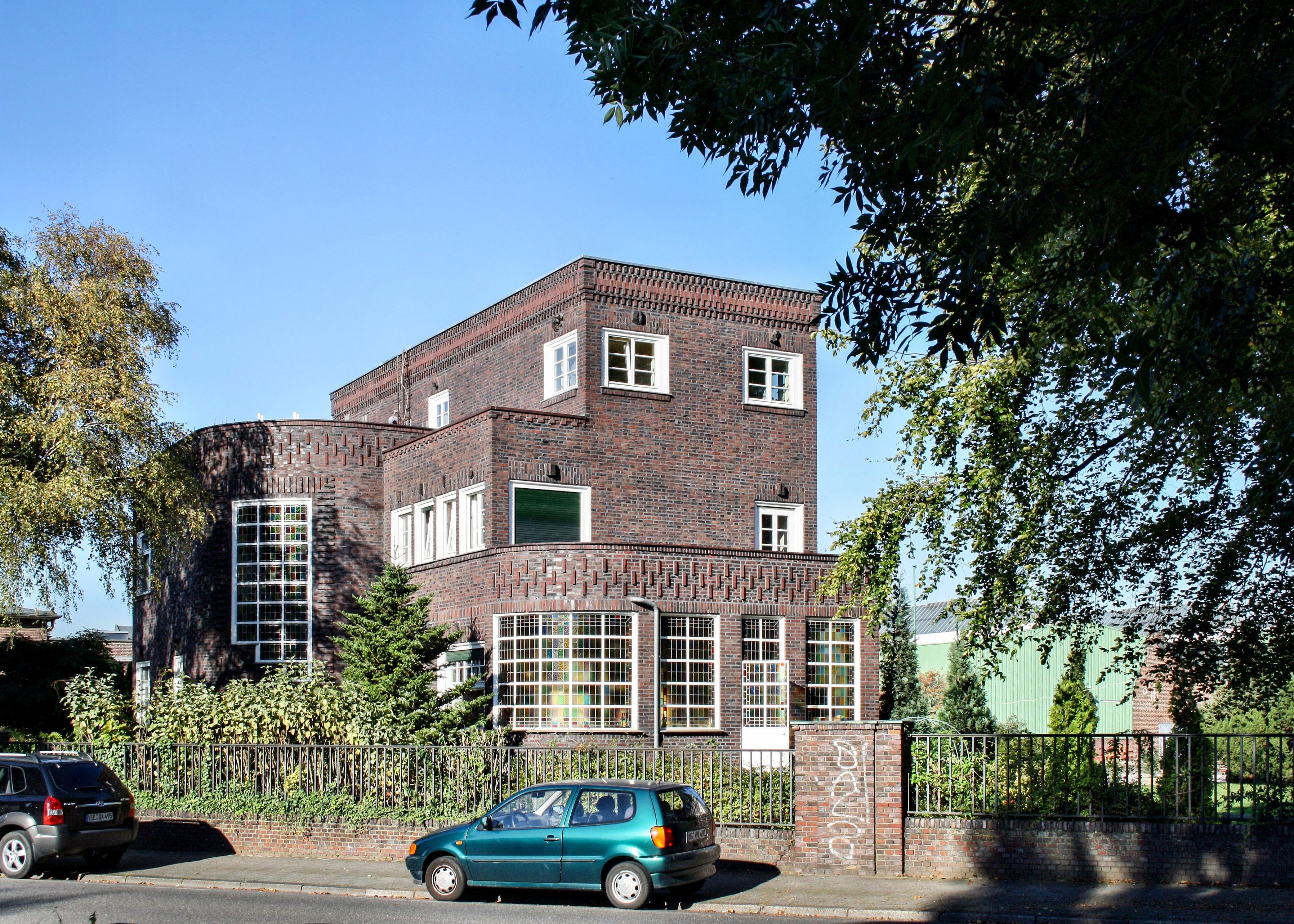
Straßenfront der Villa Driescher an der Schwalmstraße 204 in Mönchengladbach.

Ein aus Formsteinen gemauerter Ornametik-Fries schließt in modifizierender Ausführung als Attika-Variation alle Gebäudeteile ab. Das Dach ist als Flachdach ausgebildet. 

### Geschichtliche Daten
Das Objekt wurde 1928 durch den Architekten Kurt Paeckelmann für den Fabrikaten Fritz Driescher als Wohnhaus errichtet.

### Erhaltungszustand
Original erhalten sind:
- Baukörperform und Fassadenausführung
- Grundrissdisposition
- Holzfensterrahmen mit Sprossenteilung
- Bleiverglastes Buntglasfenster im Treppenhaus
- hölzerne Einbauten und Vertäfelungen
- Fliesenspiegel

### Wertung und Begründung
Das freistehende Wohngebäude ist eines der wenigen noch unversehrt in seiner Originalsubstanz erhaltenen in expressionistischer Formensprache. Aufgrund seiner herausragenden Qualität und seiner Unversehrtheit besitzt das Haus Seltenheitswert und ist zudem von straßenbildprägender Bedeutung.
Das Objekt ist aus städtebaulichen und architektonischen Gründen als Denkmal schützenswert.